# Лунин, Борис Владимирович
Бори́с Влади́мирович Лу́нин (1906, Женева — 2001, Ташкент) — советский и узбекский учёный-историограф, источниковед, библиограф, доктор исторических наук (1966), профессор (1970), заслуженный деятель науки Узбекской ССР (1973). Академик РАЕН.

## Биография
Родился 18 июля 1906 года в Женеве в семье политических эмигрантов из России. После избрания его деда — В. И. Лунина членом I Государственной Думы его родители вместе с ним вернулись в Россию.
Борис Лунин учился в гимназии в Пятигорске. После переезда вместе с семьёй в Ростов-на-Дону он стал вольнослушателем Донского археологического института, был принят в члены Донского общества археологии и истории при Ростовском государственном университете.
В 1922 году создаётся Донское общество археологии и истории искусств во главе с бывшим ректором института А. И. Яцмирским (с 1925 года — Северо-Кавказское Общество археологии, истории и этнографии — далее СКОАИЭ). С 1923 году по его рекомендации Лунин стал членом общества, а в 1925 году возглавил музейную Секцию
Северо-Кавказского Бюро краеведения, стал сотрудником Донского областного музея искусств и древностей, затем Северо-Кавказского музея горских народов.
В 1920—1930-е годы был членом правления и учёным секретарём Северо-Кавказского краевого общества археологии, истории и этнографии и бюро краеведения. Как археолог-краевед он опубликовал ряд статей, обобщавших результаты археологических исследований, проводившихся на Северном Кавказе.
Из-за отсутствия финансирования интерес к основной работе упал, прекратились публичные собрания, доклады. Члены группы стали обсуждать другие темы, в том числе и политические. Перемены не остались не замеченными. 4 февраля 1931 году вместе с другими членами Правления Общества Лунин был арестован, несмотря на свои марксистские взгляды, в то время как другие участники группы в большинстве своём к марксизму относились отрицательно, считали его совершенно неприемлемым для работы. Начались допросы, на которых Лунин стал активно сотрудничать со следствием, и это, в отличие от других краеведов, закончилось для него относительно благополучно (приговор о высылке его в Бишкек (Киргизия) сроком на три года посчитали условным, 8 сентября 1931 года он был освобождён из-под стражи в зале суда).
В 1937 году Борис Владимирович возглавил отдел досоветской истории во вновь созданном Ростовском музее краеведения.
Во время Великой Отечественной войны в 1941 году Б. В. Лунин находился в составе действующей армии на Южном фронте. С 1942 года служил в Туркестанском военном округе (последнее воинское звание — подполковник) и был старшим преподавателем и начальником социально-экономического цикла в военно-учебных заведениях округа. После ухода в отставку в 1953 году стал учёным секретарем, затем старшим научным сотрудником Института истории и археологии АН Узбекистана, а затем учёным секретарём Отделения общественных наук Академии.
С 1968 года был заведующим сектором историографии Института истории УзССР, главный научный сотрудник института.
Б. В. Лунин автор 25 монографий, 50 брошюр и свыше 600 научных работ. В течение сорока лет он был членом редколлегии журнала «Общественные науки в Узбекистане», был членом Главной редакционной коллегии 14-томной Узбекской энциклопедии. Печатался в таких журналах как «Вопросы истории», «Отечественная история», «Вестник древней истории», «Российская археология», «Наука и жизнь», «Наука и техника», «Народы Азии и Африки» и других.
Б. В. Лунин был академик Российской академии естественных наук, членом Российского археологического общества, награждён государственными наградами.
Умер в Ташкенте 18 октября 2001 года и был похоронен на Домбрабадском кладбище города.